# 厦门医学院附属口腔医院
厦门医学院附属口腔医院是中国福建省厦门市一座口腔医学专科医院。是厦门医学院附属医院

## 历史
厦门卫生学校于1982年增设口腔专业，同时筹建口腔门诊部，附设在厦门卫生学校内。最初设一诊室、X光室、技工室与药房。1983年扩充二诊室。1985年“华夏基金会”资助75万港币连同省、市政府90万人民币元筹建厦门口腔医院，1990年落成开诊。院址在思明区斗西路2号（现斗西院区）2002年，医院更名为“厦门市口腔医院”。2012年启用蔡塘院区、2018年，医院第一名称更名为“厦门医学院附属口腔医院”，2022年06月18日启用集美院区。

## 外部連結
- 官方网站